# Gelis tantillus
Gelis tantillus är en stekelart som först beskrevs av Cresson 1872.  Gelis tantillus ingår i släktet Gelis och familjen brokparasitsteklar. Inga underarter finns listade i Catalogue of Life.